# Дембовець (гміна, Сілезьке воєводство)
Гміна Дембовець (пол. Gmina Dębowiec) — сільська гміна у південній Польщі. Належить до Цешинського повіту Сілезького воєводства.
Станом на 31 грудня 2011 у гміні проживало 5625 осіб.

## Територія
Згідно з даними за 2007 рік площа гміни становила 42.48 км², у тому числі:
- орні землі: 71.00%
- ліси: 12.00%

Таким чином, площа гміни становить 5.82% площі повіту.

## Населення
Станом на 31 грудня 2011:
| Опис     | Загалом | Загалом | Чоловіки | Чоловіки | Жінки | Жінки |
| -------- | ------- | ------- | -------- | -------- | ----- | ----- |
| одиниця  | осіб    | %       | осіб     | %        | осіб  | %     |
| все      | 5625    | 100     | 2792     | 49.64    | 2833  | 50.36 |
| міське   | 0       | 100     | 0        |          | 0     |       |
| сільське | 5625    | 100     | 2792     | 49.64    | 2833  | 50.36 |

## Сусідні гміни
Гміна Дембовець межує з такими гмінами: Гажлях, Ґолешув, Скочув, Струмень, Цешин.